# Blepharipa angustifrons
Blepharipa angustifrons är en tvåvingeart som först beskrevs av Louis-Paul Mesnil 1967.  Blepharipa angustifrons ingår i släktet Blepharipa och familjen parasitflugor. Inga underarter finns listade i Catalogue of Life.